# Liste nationaler Eishockeymeister 1912
Diese Liste enthält die Landesmeister im Herren-Eishockey der Saison 1911/1912. Aufgeführt sind nationale Meister der Länder, die zu diesem Zeitpunkt Vollmitglied im IIHF waren. Ersatzweise wird der Gewinner der höchsten Liga aufgeführt, wenn ein nationaler Meister nicht explizit ermittelt wird (z. B. NHA-Gewinner in Nordamerika).

## IIHF-Mitglieder
| Land            | Meister bzw. Titelträger            | Vizemeister                                         |
| Belgien         | Brussels IHSC                       |                                                     |
| Böhmen          | SK Slavia Prag                      | Spolek pro zimní sporty (deutsch Wintersportverein) |
| Deutsches Reich | Berliner Schlittschuhclub           | SC Charlottenburg                                   |
| Frankreich      | Club des Patineurs de Paris         | Chamonix Hockey Club                                |
| Großbritannien  | kein Britischer Meister ausgespielt | kein Britischer Meister ausgespielt                 |
| Schweiz         | HC Les Avants                       | Club des Patineurs de Lausanne                      |

## Weitere Meisterschaften
| Land   | Wettbewerb                  | Meister bzw. Titelträger | Vizemeister |
| Kanada | Allan Cup                   | Winnipeg Victorias       |             |
| Kanada | National Hockey Association | Quebec Bulldogs          |             |